# Acarologie
Acarologia este știința care are ca obiect acarienii. Pe lângă cercetările taxonomice și morfo-anatomice, acarologii studiază acarienii din punct de vedere medical și veterinar, deoarece acarienii sunt vectorii ai mai multor maladii infecțioase.

## Reviste
- Acarina (Rusia, 1993-)  Arhivat în 22 aprilie 2009, la Wayback Machine.
- Acarologia (Franța)
- Acarology Bulletin (Canada1996-)
- Experimental and Applied Acarology (Olanda)
- International Journal of Acarology (SUA, 1975-)
- Journal of the Acarological Society of Japan (Japonia, 1992-) Arhivat în 24 mai 2009, la Wayback Machine.
- Journal of Medical Entomology (SUA)  Arhivat în 8 octombrie 2008, la Wayback Machine.